# Makoto (catch)
Pour les articles homonymes, voir Makoto.
Makoto (真琴, Makoto, née le 26 septembre 1989),, est une catcheuse professionnelle japonaise. Entrainée par Emi Sakura (en), Makoto fait ses débuts dans la fédération Ice Ribbon (en) en juillet 2006. Les cinq années suivantes, Makoto parvient à remporter le titre suprême du Ice Ribbon, une fois au ICE×60 Championship, et deux fois à l'International Ribbon Tag Team Championship, avant son transfert à la promotion Smash en août 2011 jusqu'en mars 2012. Le mois suivant, l'arrivée de Makoto est annoncée dans le nouveau roster de la Wrestling New Classic (en) (WNC). En mars 2013, Makoto devient la seconde WNC Women's Champion. En janvier 2014, Makoto est annoncée à la fédération Reina Joshi Puroresu.

## Carrière

### Ice Ribbon (2006–2011)
En février 2006, Makoto commence son entrainement avec la catcheuse de Gatokunyan, Emi Sakura (en). Deux mois plus tard, Sakura quitte Gatokunyan afin de lancer sa propre fédération, le Ice Ribbon (en), dans laquelle elle recrutera un nombre de catcheurs, dont Makoto. Makoto fait ses débuts dans le catch le 25 juillet 2006, au troisième show du Ice Ribbon, et perd face à Riho en une minute,. Le personnage qu'incarne Makoto sur le ring se base sur sa phobie sociale et sur son enfance hikikomori,. Comme il est d'usage dans la lutte professionnelle japonaise, les premières années de Makoto dans l'entreprise se composent de courts matchs dont l'issue est de perdre,,. Elle gagne son premier match le 1er janvier 2008, lorsqu'elle fait équipe avec son idole Etsuko Mita (en) afin de vaincre Tanny Mouse et Yuki Miyazaki pour l'International Ribbon Tag Team Championship,. Elles parviennent à conserver leur titre pendant cinq mois, avant de le perdre face à Chounko et Masako Takanashi. Le 23 décembre, Makoto parvient aux finales et remporte le titre du ICE×60 Champion, avant d'être battue par Seina. Après deux combats sans succès face à Kiyoko Ichiki, elle remporte finalement le ICE×60 Championship le 23 août 2009, gagnant face à Ichiki,,. Elle perd le titre face à Emi Sakura le 12 octobre 2009.

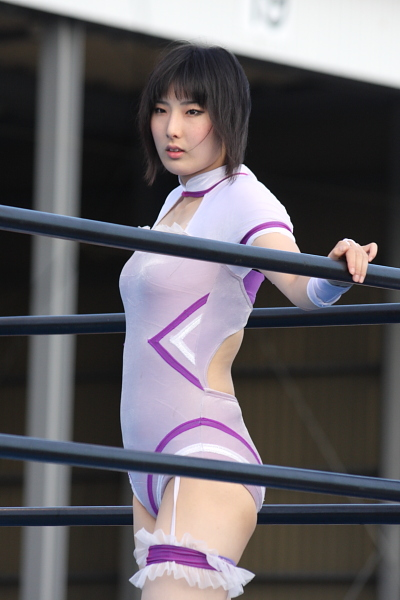
Makoto en juillet 2010.

En 2009, Makoto brille sous les feux des projecteurs lors d'une feud face à son ancienne partenaire Etsuko Mita,,. La feud avec Mita mène à l'évolution du personnage qu'incarne Makoto ; elle passe de lutteuse craintive à une compétitrice sérieuse,. En 2010, Makoto fait quelques apparitions dans d'autres fédérations comme Kaientai Dojo (en), Osaka Pro Wrestling (en), Pro Wrestling Zero1 et Smash. Le 26 décembre, au Ribbon Mania 2010, Makoto fait face à Tajiri dans une lutte vaine acharnée. En janvier 2011, Makoto devient meneuse d'un stable nommé Heisei YTR (Young Traditional Revolution), avec Chii Tomiya, Hikari Minami, Kurumi, Riho et Tsukushi. Le groupe est principalement en rivalité avec un autre stable appelé Ichinisanshidan, qui comprend Hikaru Shida, Miyako Matsumoto, Mochi Miyagi, Tsukasa Fujimoto et Mika Iida, originellement des membres du Heisei YTR, mais qui se sont alliées contre ce groupe,. Le 6 février, Makoto et Riho parvienennt aux finales du Ike! Ike! Ima, Ike! Ribbon Tag Tournament, avant d'être vaincues par Hikaru Shida et Tsukasa Fujimoto lors d'un match à l'International Ribbon Tag Team Championship. Le 21 mars, Makoto réussit à vaincre Taka Michinoku au Ice Ribbon March 2011. Mi-2011, Makoto fait plusieurs apparitions à l'Union Pro, équipe dans laquelle elle incarne un personnage fort et sombre, sous le nom de Makoto-hime (« Princesse Makoto »), manageuse de Cao Zhang et Choun Shiryu durant leur règne au Big China Unified Nakahara Tag Team Championship,,.
Makoto, qui a toujours rêvé d'être une Diva à la WWE, fait ses premiers débuts aux États-Unis le 30 juillet 2011, lorsqu'elle fait équipe avec Daizee Haze et Sara Del Rey dans une lutte vaine face au trio Mima Shimoda, Portia Perez et Tsukasa Fujimoto à la fédération Chikara de Reading, en Pennsylvanie. Le lendemain, Makoto est battue au ICE×60 Champion Fujimoto lors d'un match Ice Ribbon Showcase à l'Asylum Arena de Philadelphie,. Le 5 août, Makoto annonce son départ d'Ice Ribbon pour rejoindre Smash, pensant avoir une meilleure occasion d'accéder à la WWE,,. Après l'annonce, Makoto défie sans succès Tsukasa Fujimoto pour le ICE×60 Championship le 7 août. Cependant, six jours plus tard, Makoto est son entraineuse Emi Sakura parviennent à vaincre Lovely Butchers (Hamuko Hoshi et Mochi Miyagi) pour l'International Ribbon Tag Team Championship,. Le 21 août, Makoto est vaincue par Sakura à l'Ice Ribbon, après lequel le titre d'International Ribbon Tag Team Championship devient vacant,.

### Smash (2010–2012)
Makoto fait ses débuts à la fédération Smash le 24 décembre 2010, au Happening Eve, dans laquelle elle fait équipe avec Isami Kodaka et Yusuke Kodama afin de vaincre Chii Tomiya, Hikari Minami et Kushida dans un match par équipe. À son apparition à Smash le 29 janvier 2011, au Smash.13, Makoto est vaincue par l'ancienne WWE Diva, Serena.

### Wrestling New Classic et REINA (2012-...)
Le 25 mars 2016, elle bat Tsukasa Fujimoto et remporte le titre mondial féminin de la REINA.

## Médias
Makoto démarre une petite carrière d'actrice en 2009 dans Three Count (スリーカウント, Surī Kaunto) et Heisei Tonpachi Yarou (平成トンパチ野郎～男はツラだよ～), qui présentaient également d'autres catcheurs de la fédération Ice Ribbon. En 2011, Makoto apparaît brièvement dans la série drama Muscle Girl! (マッスルガール!, Massurugāru!). Makoto a également fait paraître quatre DVD de mode intitulés Miracle Hunter (ミラクルハンター, Mirakuru Hantā, 2009), Oriental Doll (オリエンタルドール, Orientaru Dōru, 2012), Oriental Doll II (オリエンタルドールII, Orientaru Dōru II, 2013), et Coscchai Mashita...!! (コスッちゃいました・・・!!, 2013).

## Vie privée
Makoto nomme Etsuko Mita et Trish Stratus comme ses deux plus grandes idoles. Elle se passionne également pour le cosplay et le jeu vidéo Shin Sangokumusou,. Makoto est fan d'Ultimate Fighting Championship (UFC) et a déjà assisté au pay-per-view UFC 88: Breakthrough en direct de la Philips Arena d'Atlanta (Géorgie).

## Palmarès
- Ice Ribbon
  - 1 fois ICE×60 Championship[3],[4]
  - 2 fois International Ribbon Tag Team Championship – avec Etsuko Mita (1) et Emi Sakura (1)[3],[4],[33]
- Japanese Women Pro-Wrestling Project
  - JWP Tag Tournament (2016) – avec Hanako Nakamori
- Kaientai Dojo
  - 1 fois WEW Hardcore Tag Team Championship – avec Bambi
- Puroresu Sano Damashii
  - Sano Damashii Saikyo Tournament (2014)
- Universal Woman's Pro Wrestling REINA
  - 1 fois REINA World Women's Championship (actuelle)[38]
  - 3 fois REINA World Tag Team Championship - avec Rina Yamashita (1), Ariya (1) et Kaho Kobayashi (1)
  - New Reina World Tag Team Champion Determination Tournament (2014) – avec Kaho Kobayashi
- Wrestling New Classic
  - 1 fois WNC Women's Championship